# Aéroport d'Esbjerg
L'aéroport d'Esbjerg (danois : Esbjerg Lufthavn) (code IATA : EBJ • code OACI : EKEB) est un petit aéroport situé à 5 milles nautiques (9,2 km) au nord-est de Esbjerg, Danemark. L'aéroport a ouvert le 4 avril 1971. La principale utilisation de cet aéroport se fait en tant qu'héliport pour les plates formes offshore pétrolières pour la Mer du Nord.

## Situation
| \| 100 km1:7 260 000 \| Aalborg Aarhus Billund Bornholm Copenhague Esbjerg Odense Herning Læsø Midtjyllands Roskilde Sønderborg |
| 100 km1:7 260 000 |

## Statistiques
Pour des raisons techniques, il est temporairement impossible d'afficher le graphique qui aurait dû être présenté ici.

Voir la requête brute et les sources sur Wikidata.

## Compagnies aériennes et destinations
| Compagnies           | Destinations  |
| -------------------- | ------------- |
| Danish Air Transport | Stavanger     |
| Eastern Airlines     | Humberside    |
| Loganair             | Aberdeen-Dyce |

Actualisé le 08/02/2023